# Villa Albert Lohmann

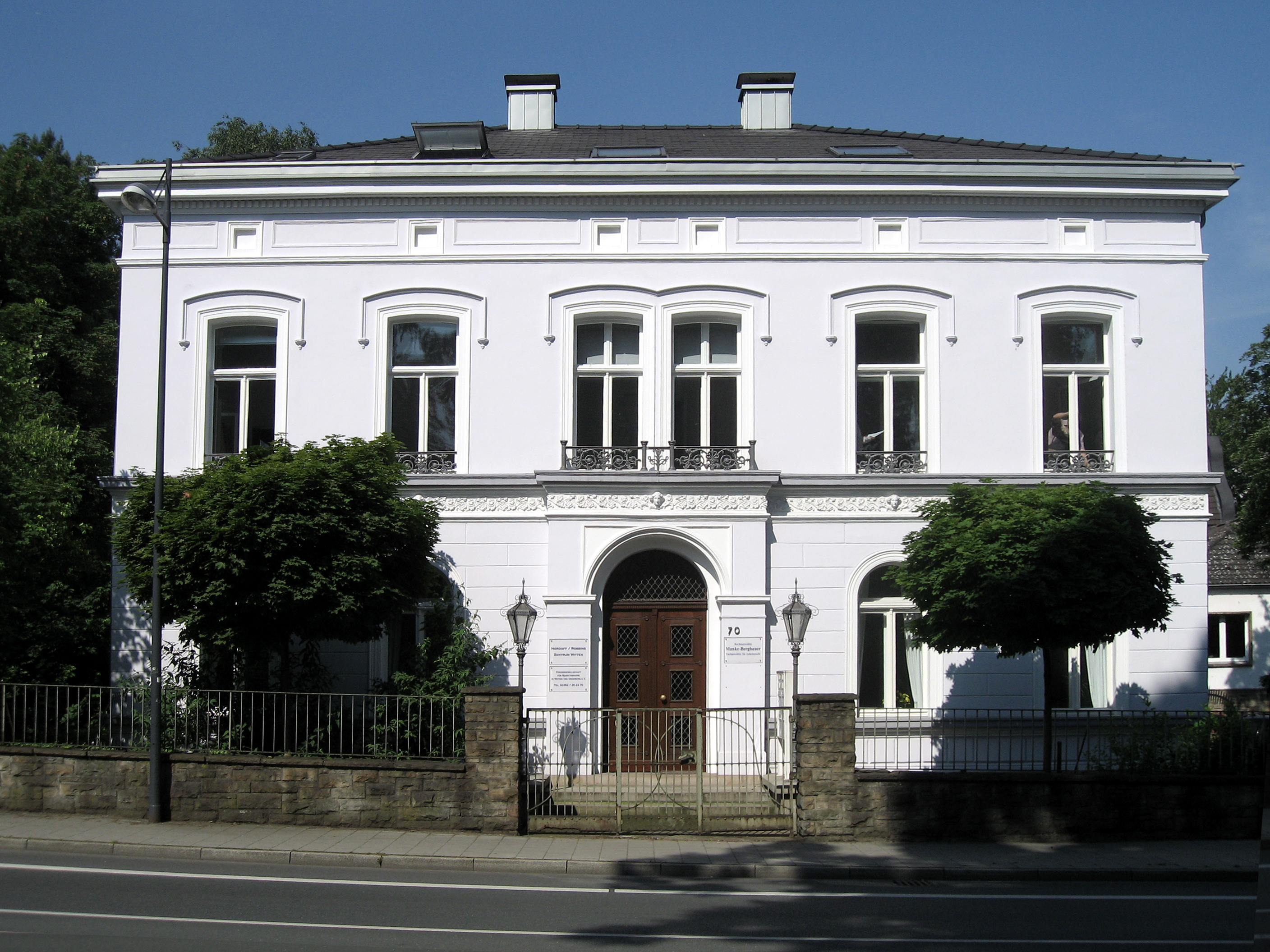

Die Villa Albert Lohmann liegt an der Ruhrstraße 70 in Witten und ist Teil der Route der Industriekultur. 
Direkt gegenüber der Villa Berger an der Kreuzung Ruhrstraße/Bergerstraße wurde die Villa im Auftrag von Albert Lohmann (* 1814, † 1901) erbaut. Die Villa wurde von späteren Inhabern, etwa dem Chemiker und Industriellen Arthur Imhausen, teilweise umgebaut und verändert. 
1981 gelangte die Villa in den Besitz der Stadt Witten und wurde an die Universität Witten/Herdecke vermietet, die sie als Verwaltungsgebäude nutzte. Seit 1997 gab es wieder private Eigentümer. Im Jahr 2005 wurde sie an die Fördergesellschaft für Musiktherapie in Witten und Umgebung verkauft. 2005 wurde die Villa renoviert und behindertengerecht umgebaut und beherbergt seitdem das Nordoff/Robbins Zentrum Witten für Musiktherapie. Leiter ist Lutz Neugebauer.